# Cycas calcicola
Cycas calcicola är en kärlväxtart som beskrevs av Maconochie. Cycas calcicola ingår i släktet Cycas, och familjen Cycadaceae. IUCN kategoriserar arten globalt som livskraftig. Inga underarter finns listade i Catalogue of Life.